# Lex gravior
Lex gravior, literalmente "lei mais grave", é a expressão latina usada no direito penal para designar a lei mais prejudicial ao direito de liberdade do acusado, contrapondo-se à expressão lex mitior.

## Utilização no Direito Penal Brasileiro
Por força do princípio da legalidade, a norma de direito penal a ser aplicada deverá ser aquela vigente à época da realização da conduta. Devido a essa regra, uma norma mais gravosa (lex gravior) que entre em vigor após a prática do crime não poderá ser aplicada.

## Fonte
- JUNQUEIRA, Gustavo Octaviano Diniz, Direito Penal, 7ª edição, São Paulo: Premier Máxima, 2008, pp. 43–4.